# Schmogrow-Fehrow
Schmogrow-Fehrow (Nedersorbisch: Smogorjow-Prjawoz) is een gemeente in de Duitse deelstaat Brandenburg, en maakt deel uit van de Landkreis Spree-Neiße.
Schmogrow-Fehrow telt 804 inwoners.